# Tonio Borg

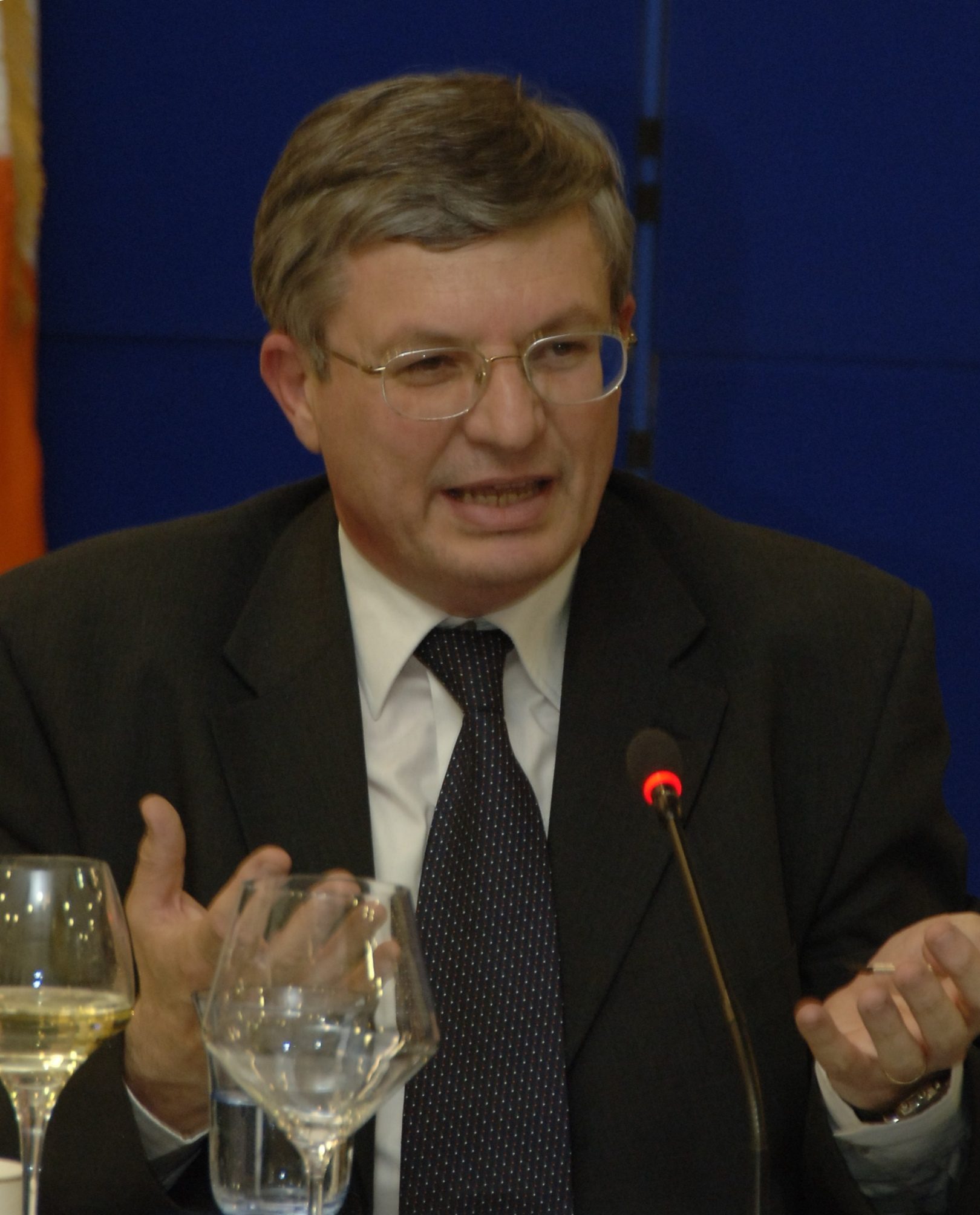
Tonio Borg

Tonio Borg, född 12 maj 1957 i Floriana, är en maltesisk politiker som företräder kristdemokratiska Nationalistpartiet. Han efterträdde den 28 november 2012 den korruptionsanklagade John Dalli som EU-kommissionär med ansvar för hälsa och konsumentskydd. När Kroatien anslöt sig till EU 1 juli 2013 övertog den nyutnämnde kroatiska kommissionären Neven Mimica konsumentfrågorna från Borg.  
Borg har tidigare innehaft en rad ministerposter, bland annat inrikes-, justitie- (2003-2008) och utrikesminister (2008-2012). Han var även biträdande premiärminister 2003-2012. 